# Vino brisado

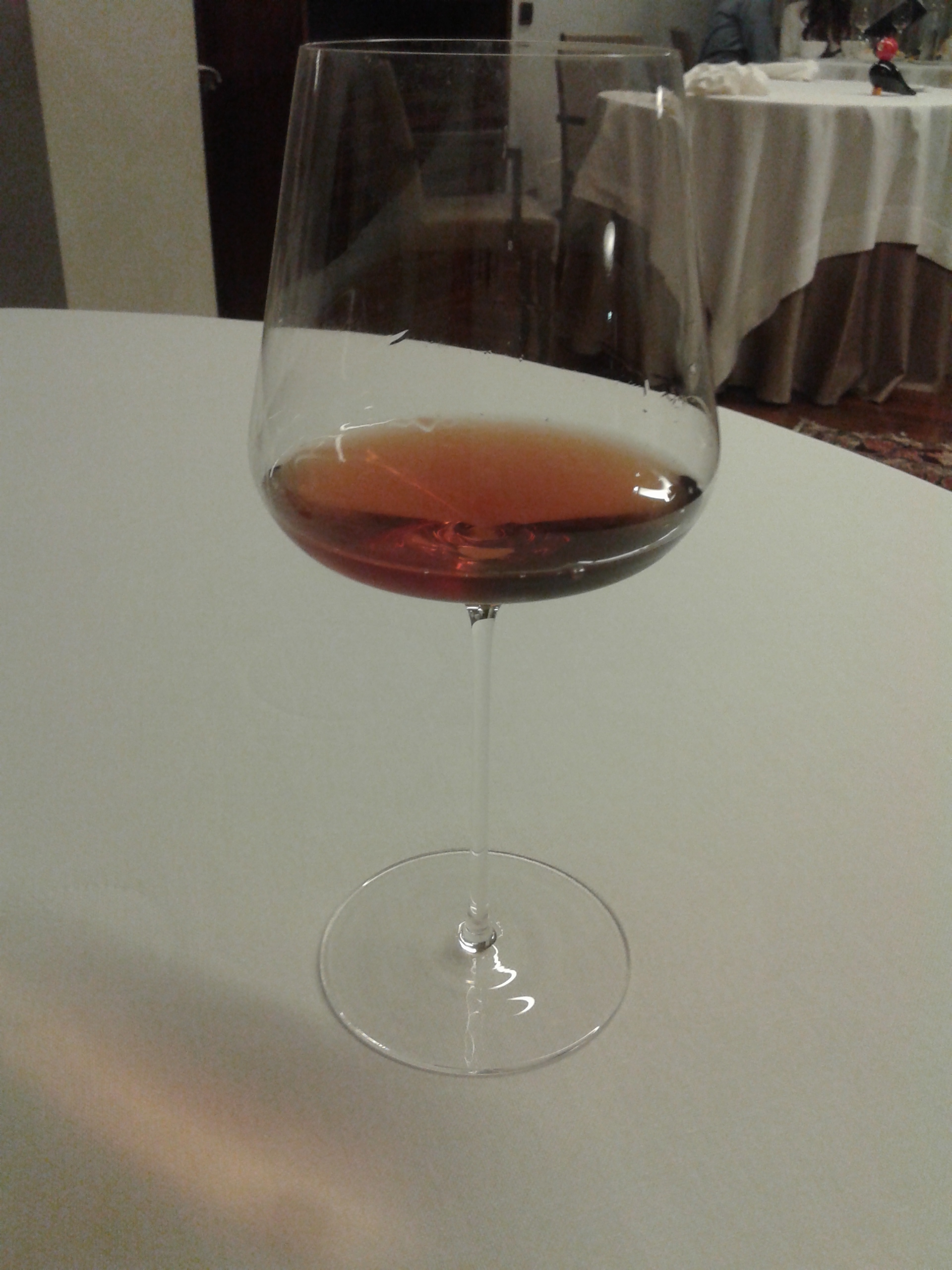
Vino brisado con una tonalidad oscura.

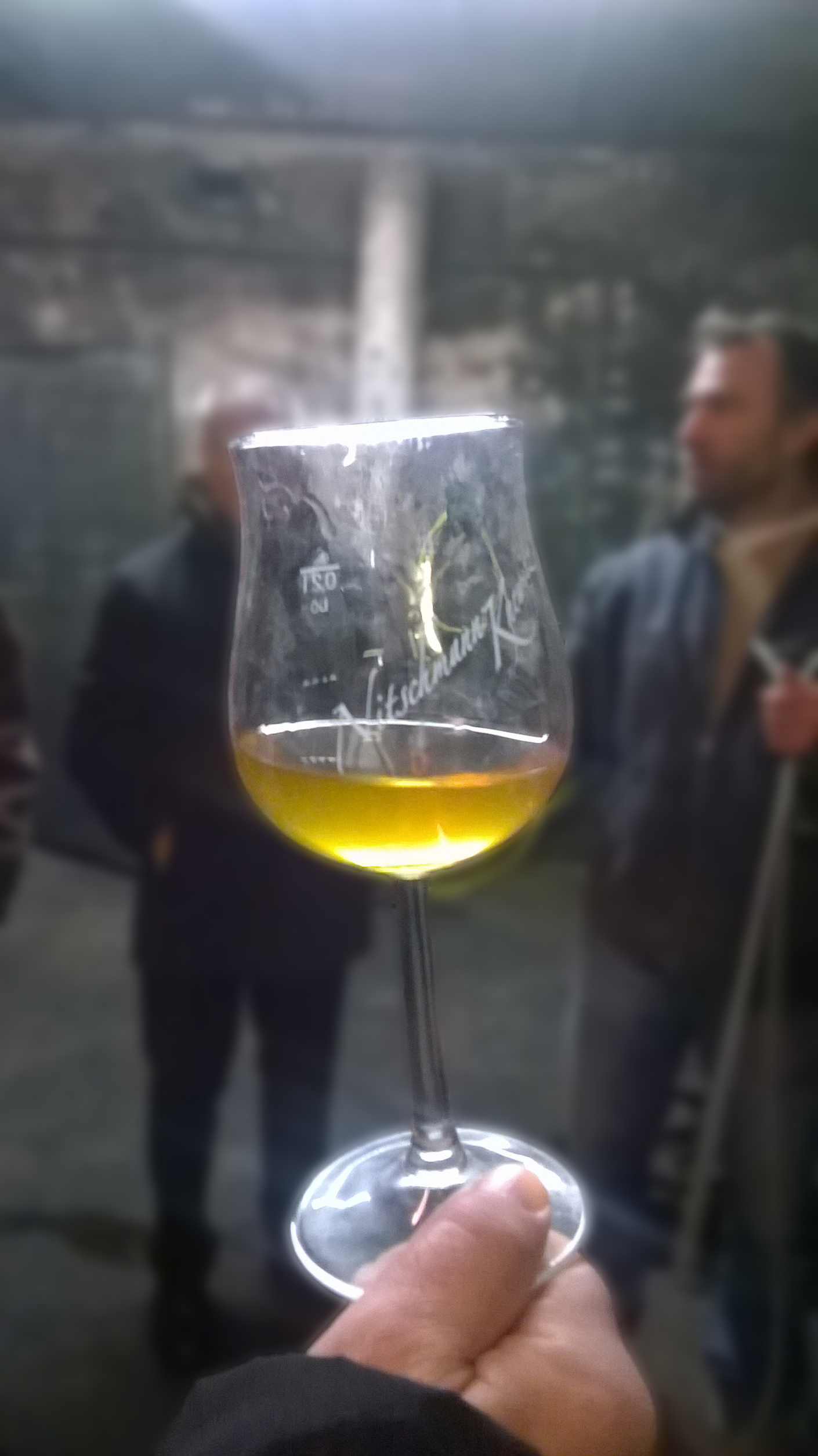
Vino brisado de tonalidad dorada.

El vino brisado o vino blanco brisado, conocido en algunos países como vino naranja (en inglés: orange wine) debido a su color, es un tipo de vino elaborado con cepas blancas cuyo mosto ha fermentado junto con sus hollejos, como si fuera un vino tinto. Se diferencia del vino blanco en que el proceso de fermentación de este se hace con un mosto extraído de uvas previamente despalilladas, sin pepitas ni hollejos. Las pieles de la uva en contacto con el mosto durante su maceración le confieren un color más oscuro que puede ir del color oro hasta el naranja intenso dependiendo del tiempo de fermentación. Son, por lo tanto, vinos con más tanino, con un sabor más intenso y con más cuerpo que los vinos blancos.
En el siglo XXI, se encuentran productores de vinos brisados en Italia, Austria, Eslovenia, España y Francia. Tienen su origen en los vinos ámbar de Georgia, que se siguen produciendo con la misma técnica desde hace miles de años.
Los vinos brisados no son una tipología oficial ni tienen una mención especial que deba ser indicada en la etiqueta. Son una manera ancestral de hacer vino que aún no ha sido definida del todo por los viticultores.
No hay que confundir el vino brisado con el vino de naranja, un vino aromatizado con cáscaras de naranja.

## Origen del nombre
El nombre 'vino naranja' es la traducción del inglés orange wine, un nombre comercial acuñado en 2004 por David Harvey, un importador de vinos del Reino Unido que deseaba importar a su país este tipo de vinos que acababa de descubrir en Italia y que aún carecía de denominación. Le dio ese nombre basándose simplemente en su color tan peculiar. Josko Gravner, el viticultor italiano que rescató de Georgia la manera de vinificar estos vinos, no comparte esa decisión; considera que se deberían llamar «vinos ámbar» porque si un vino adquiriese un color naranja eso significaría que caducó y que ya no se puede consumir. En Italia, donde se popularizaron primero estos vinos al igual que en Eslovenia, se les llama vini naturali, a saber «vinos naturales».
En España se le ha llamado tradicionalmente vino brisado o vino blanco brisado, para distinguirlo del vino blanco «virgen» elaborado sin presencia de hollejo, que es el vino blanco tal como se conoce habitualmente. En Cataluña se le conoce como vi brisat. «Brisado» significa que el mosto ha fermentado con la «brisa», que es el nombre dado a los hollejos de la uva.

## Origen del vino brisado: el vino ámbar de Georgia
Los orange wines son herederos de los vinos ámbar de Georgia, un país que, según los últimos estudios arqueológicos y enológicos, es la cuna de la viticultura que ya existía allí hace 8000 años. Este tipo de vinos se dio a conocer en Europa occidental gracias al enólogo italiano Josko Gravner, cuya bodega se encuentra en el pueblo de Gorizia, en la región de Friuli-Venecia Julia en la frontera con Eslovenia. Después de un viaje a California de donde regresó cansado de los vinos manipulados, decidió investigar cómo preservar el carácter original de los vinos. Por ello, a finales de los años 1990 realizó un viaje de investigación a Georgia, en el Cáucaso, donde se mantienen unas técnicas de vinificación ancestrales y en particular la de fermentar el vino con las pieles lo que, si se hace con cepas blancas, da lugar a los amber wines o vinos ámbar. De vuelta a Italia, puso en práctica lo aprendido y en 2001 elaboró su primer vino naranja en unas tinajas de arcilla llamadas Kvevri que importó de Georgia y que enterró en el suelo de su bodega. Utilizó variedades blancas como la Riobolla Gialla y la Vitovska, unas cepas locales que se dan en la región fronteriza entre Italia y Eslovenia.
Poco a poco otros viticultores siguieron su ejemplo, primero en su misma región y rápidamente en otros países. En España, la producción de vinos brisados llegó de la mano de productores de vinos naturales, que rescataron así la antigua tradición española de los vinos blancos brisados, que todavía se elaboran con ese nombre en varias regiones del país, como en la Terra Alta de Cataluña, en Requena (provincia de Valencia) y en San Martín de Valdeiglesias en la Comunidad de Madrid, entre otras regiones vinícolas.

## Características

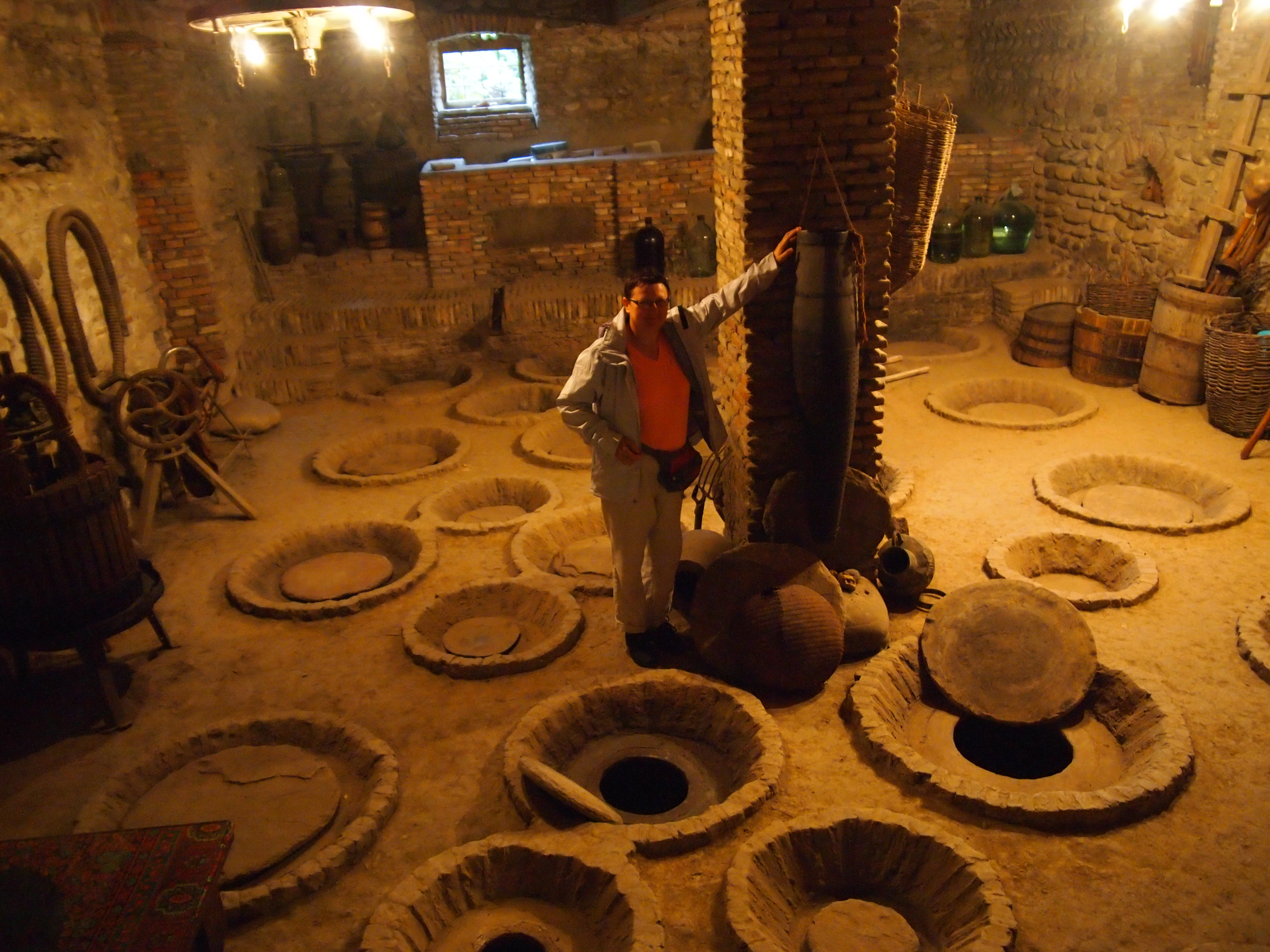
Ánforas tradicionales enterradas en una bodega de Kakheti, en Georgia.

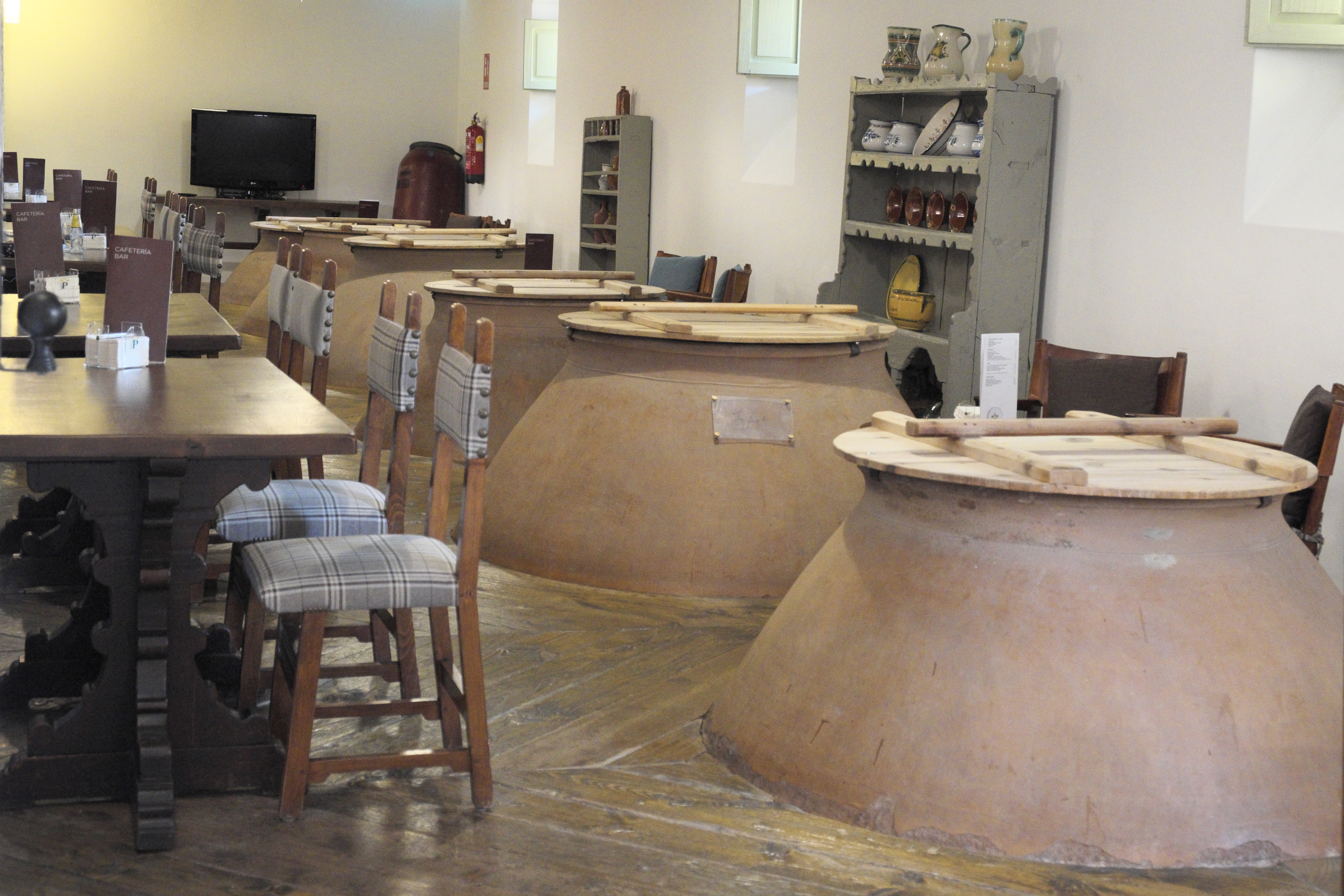
Tinajas semienterradas en el parador de Almagro, España.

En Georgia los vinos ámbar, definidos por la Ley de la Viña y el Vino, no equivalen a todos los vinos brisados. Ambos aluden a la fermentación de vino blanco con pieles con o sin raspón, pero los vinos ámbar se crían siempre en unas tinajas de arcilla llamadas Kvevri enterradas o semi-enterradas en el suelo, mientras que los vinos brisados a menudo lo hacen sobre el suelo, lo que implica grandes diferencias térmicas durante la fermentación. Si bien se hacen vinos brisados en todo el mundo en barricas de madera, ya son muchas las bodegas que han recuperado el viejo sistema de crianza en ánforas o tinajas de terracota enterradas. Se piensa que mucho antes de que se fermentara la uva en barricas de madera o depósitos de acero inoxidable, se utilizaban ánforas para la maduración del vino.
En las grandes tinajas enterradas en el suelo de la bodega se mantiene una temperatura fresca constante y se preserva el vino de manera natural ante el problema de la oxidación. Así, estas maceraciones largas crean mayor cantidad de sulfitos naturales y permite no tener que recurrir a conservantes o sulfitos artificiales añadidos, ni agregar levaduras ni controlar la temperatura y la humedad. Por otro lado, la apertura superior facilita las tareas de removido y rotura del sombrero. Este tipo de elaboración acerca los vinos brisados a la cultura de los vinos naturales, por sus procesos manuales y ancestrales. De hecho, en Italia se les llama vino naturale, si bien el término es controvertido.
Son vinos blancos potentes con estructura, tanicidad y riqueza de aromas propias de vinos tintos. En nariz ofrecen aromas de fruta de hueso madura, piel de cítricos, hierbas aromáticas y algunas flores blancas, con notas de especias y frutos secos, y toques a veces terrosos, minerales y salinos o dulces. Son vinos que envejecen muy bien. Suelen ser de apariencia algo turbia debido a que no se realizan clarificados ni filtrados antes de embotellar. Se recomienda servirlos no demasiado fríos, entre 13 y 16 °C. Por sus características maridan bien tanto con pescado y marisco como con carnes, quesos y postres.
En España se elaboran a partir de variedades blancas como albariño, moscatel, airén, garnacha blanca, viura, parellada, malvasía, hondarrabi zuri o giró.